# Haliotis kamtschatkana
Haliotis kamtschatkana är en snäckart som beskrevs av Israel Heymann Jonas 1845. Haliotis kamtschatkana ingår i släktet Haliotis och familjen Havsöron. IUCN kategoriserar arten globalt som starkt hotad.

## Underarter

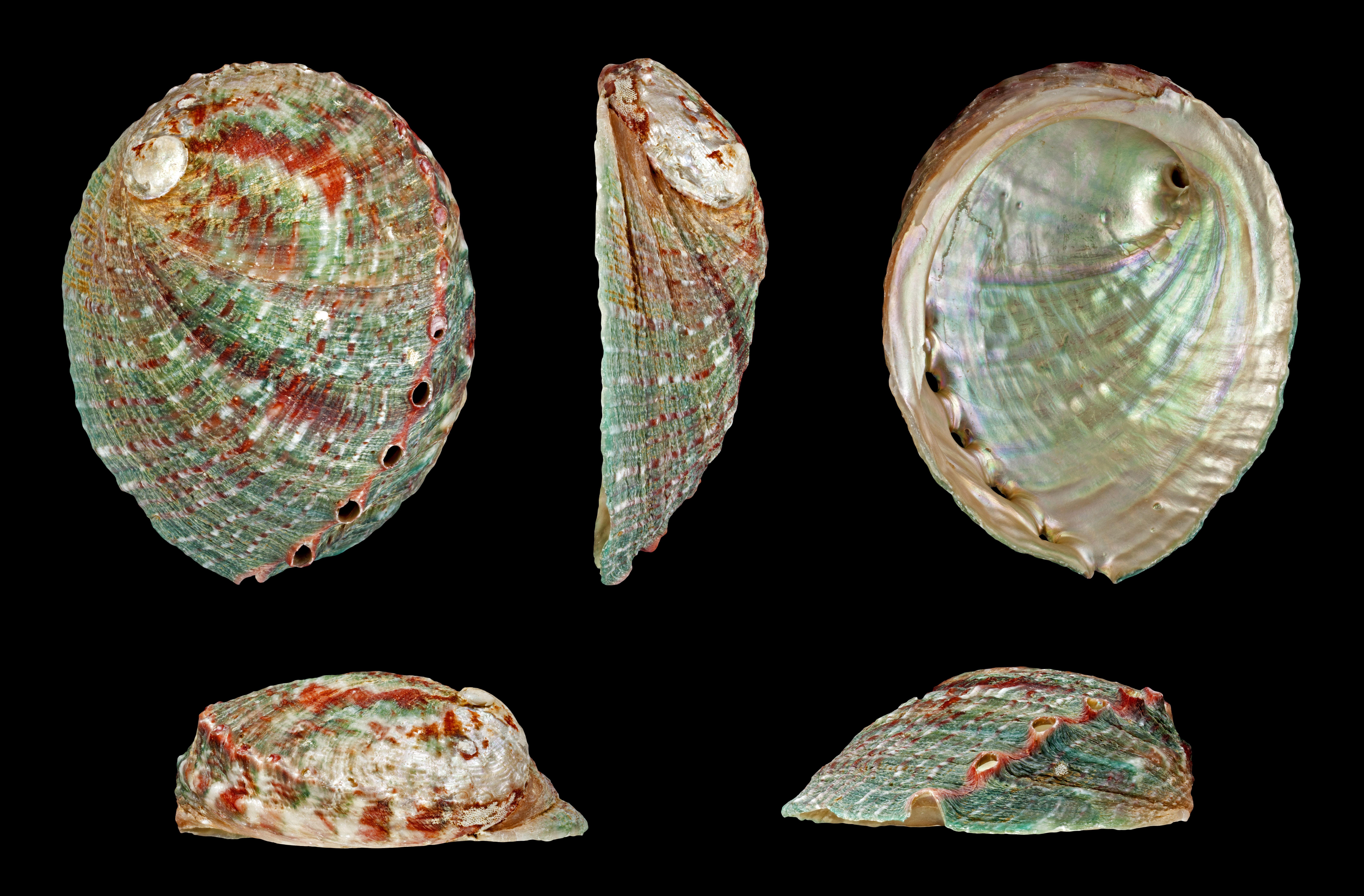
Haliotis kamtschatkana assimilis

Arten delas in i följande underarter:
- H. k. assimilis
- H. k. kamtschatkana